# Âne sauvage d'Afrique
Equus asinus africanus
Sous-espèce
Statut de conservation UICN

 CR A1b : 
En danger critique
L'Âne sauvage d'Afrique (Equus africanus asinus), parfois appelé Equus africanus, est une sous-espèce d'équidés sauvage, ancêtre de l'âne domestique.
Les ânes sauvages d'Afrique vivent dans les déserts et autres zones arides de la corne de l'Afrique, en Érythrée, Somalie ou Éthiopie. On compte actuellement environ 700 individus.

## Description
L'âne sauvage d'Afrique adulte mesure entre 1,25 m et 1,45 m au garrot (2,1 m tête relevée) et pèse entre 230 et 275 kg. La robe est beige clair avec une raie noire le long de la colonne vertébrale, et souvent, une raie noire perpendiculaire sur l'épaule. Le bout du nez et les extrémités sont rayées horizontalement,.

## Répartition et Habitat

Carte de répartition de l'Âne sauvage d'Afrique :
Zones d'origines
Zones où il est inexistant

Actuellement limité à la corne de l'Afrique : Érythrée et Éthiopie.
Il est possible que quelques individus survivent au Soudan, en Somalie, à Djibouti et en Égypte.
Les ânes sauvages d'Afrique sont parfaitement adaptés à une vie dans un milieu désertique ; en effet leur système digestif est capable de digérer la végétation extrêmement dure des zones arides, ainsi que d'extraire l'humidité de ce qu'ils ingèrent. Ils sont également capables de rester un temps assez long sans boire. Leurs grandes oreilles leur permettent d'avoir un sens développé de l'ouïe et les aident à régler leur température.
En raison de la végétation éparse dans leur environnement, les ânes sauvages vivent un peu séparés les uns des autres (à l'exception des mères et des jeunes), contrairement aux troupeaux sauvages de chevaux.

## Comportement
L'âne sauvage d'Afrique est principalement actif pendant les heures fraiches de la fin d'après midi au début de la matinée, cherchant un abri et une zone d'ombre dans les rochers. Il est très à l'aise dans les zones arides, capable de se déplacer jusqu'à 70km/h. Ses sabots poussent donc rapidement pour contrer l'usure. 
Les ânes sauvages peuvent être très rapides, presque autant que les chevaux. Cependant, contrairement à la plupart des proies, leur tendance est de ne pas fuir immédiatement une situation potentiellement dangereuse, mais d'enquêter d'abord avant de décider quoi faire. Quand ils en ont besoin, ils peuvent se défendre avec leurs antérieurs ou postérieurs. Les équidés ont été utilisés dans l'ancienne Sumer pour tirer des wagons vers 2600 av. J.-C., puis des chariots sur le site d'Ur, vers 2000 av. J.-C..

## Menaces
La sous-espèce est considérée comme en « danger critique d'extinction » par l'UICN.
Il en resterait moins de 600 en liberté (200 en Éthiopie et 400 en Érythrée), avec des populations négligeables ou même éteintes en Somalie, Égypte, Soudan et Djibouti, sans compter les animaux élevés dans les zoos. L'UICN considère cette estimation comme très hypothétique, le nombre d'animaux réellement observé étant bien inférieur.
La tendance est à la baisse en Éthiopie et stable, voire en légère augmentation, en Érythrée.

### Populations captives

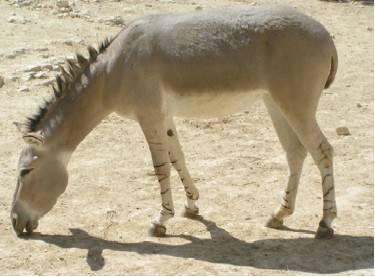
Âne de Somalie, à la réserve africaine de Sigean.

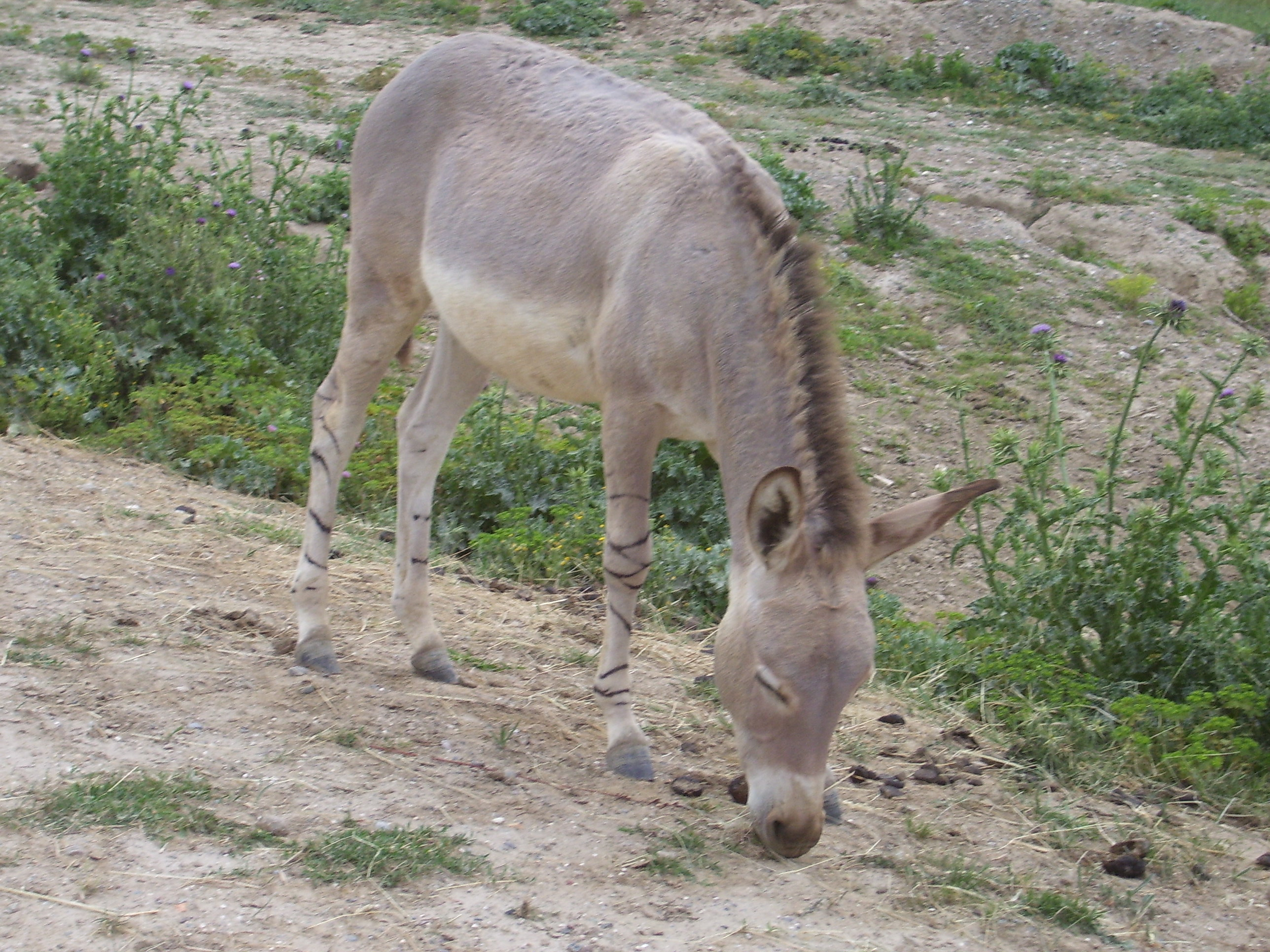
Âne sauvage ou âne de Somalie (réserve africaine de Sigean).

Il existe des plans de reproduction de l'âne sauvage en captivité, visant à  assurer sa survie en cas de disparition dans la nature.
« En 1999, la population captive de l'âne sauvage somalien (Equus africanus somaliensis) rapportée à l'International Species Information System (ISIS) totalisait 94 individus ». Ce sont les descendants de 5 animaux capturés en 1970 en Somalie et envoyés au zoo de Bâle, en Suisse, et de 12 animaux capturés en 1972 en Éthiopie et envoyés dans la Réserve de Hai Bar, en Israël.
Depuis 1987, la Réserve Africaine de Sigean (Aude) accueille quelques animaux et des naissances y ont régulièrement lieu, dont une le 30 juin 2010. En 2009, seules 13 naissances d'Equus africanus somalicus ont été enregistrées dans les parcs zoologiques du monde entier, souligne la Réserve Africaine. Il ne resterait qu'une centaine d'ânes de Somalie à l'état sauvage.
Au 31 décembre 2010, la population en EEP était composée de 156 individus ; 68 mâles et 88 femelles, accueillis dans 25 parcs. Dans le monde, on compte près de 200 ânes de Somalie présents dans une trentaine de zoos.
Il ne semble pas y avoir de population captive d'Equus africanus africanus.